# 2018年7月西日本豪雨

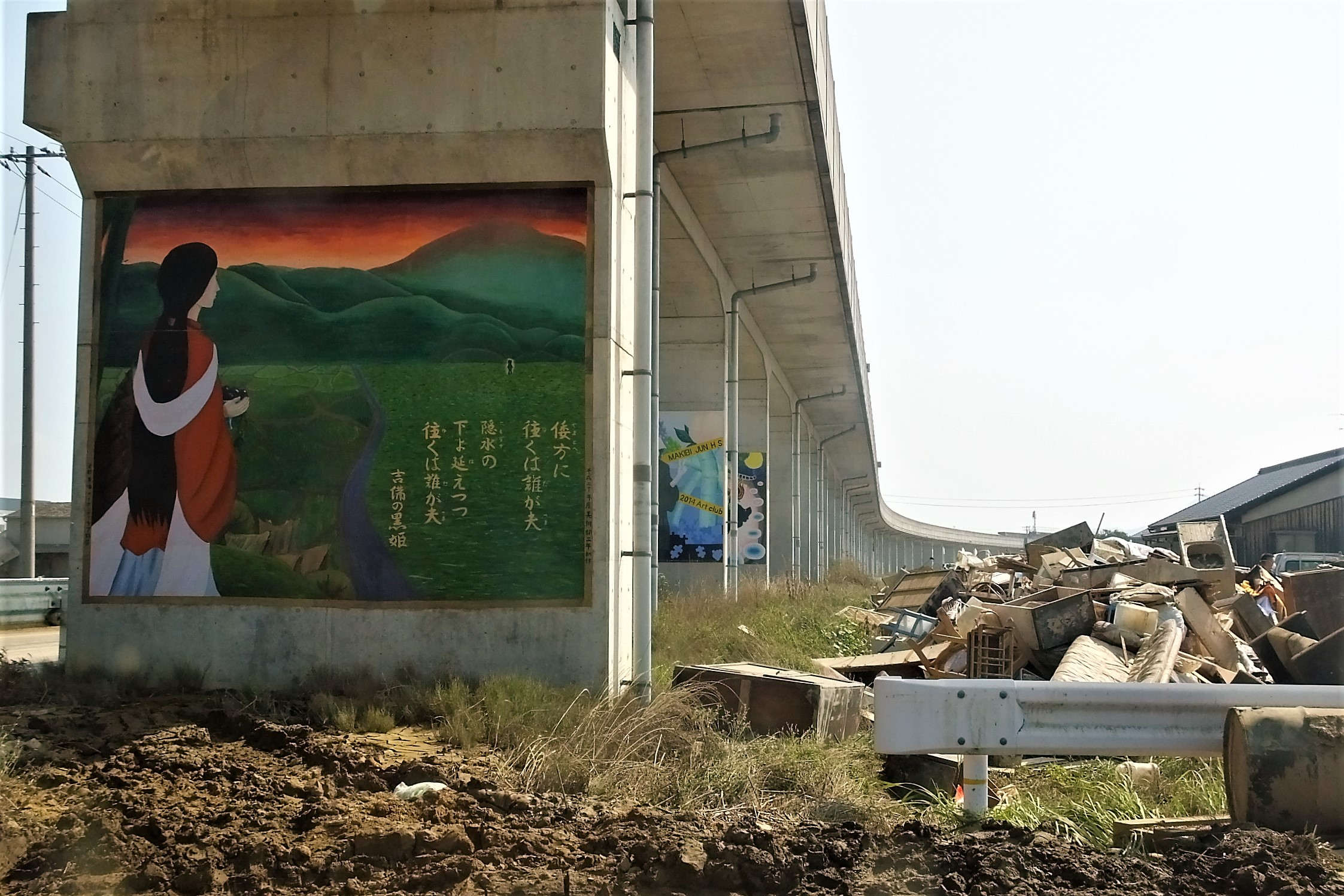
倉敷市真備

平成30年7月西日本豪雨（日語：平成30年7月西日本豪雨），为自該年（2018年）6月28日至7月9日，以西日本為中心的豪雨，當地媒體多以「西日本豪雨」（西日本豪雨）稱呼此次災難。

## 概要

7月3日-9日间的雷达图

7月5日起，甫侵襲日本的派比安（台風7號）引進水氣到日本上空，再加上停留於九州至近畿地方的梅雨滯留鋒所造成之雙重影響，導致西日本多個縣降下數十年來僅見的超大豪雨，並釀成洪水、土石流及多條道路、鐵路中斷的災情。颱風瑪莉亞又卡住了太平洋高壓的位置，延長了豪雨時間至一週以上。
至7月22日為止，確認224人死亡，12人失踪。

## 名称
2018年7月9日，日本气象厅将一连串的豪雨命名为「平成30年7月豪雨」（平成30年7月豪雨）。因为该豪雨是以西日本为中心，波及到了北海道及中部地区，名称中没有提及具体的地区。
另一方面，不少报纸在气象厅命名前多将此豪雨称为「西日本豪雨」（西日本豪雨）。在气象厅给出命名之后还继续使用「西日本豪雨」名称的报道机关也有不少。

## 雨量記録

6月28日0時至7月8日24時期間的降水量

据气象厅公布的观测数据，6月28日0時至7月8日9時的总降水量为：四国地方1,800毫米、中部地方1,200毫米、九州地方900毫米、近畿地方600毫米、中国地方超过500毫米。
7月上旬（1日〜10日）期间，在全国的AMeDAS观测到的降水量为平均每个观测点215.4mm，是1982年以来最大。日本气象厅表示「本次豪雨期间的全国降水总量与以前的豪雨相比，也是史无前例的巨大。」。

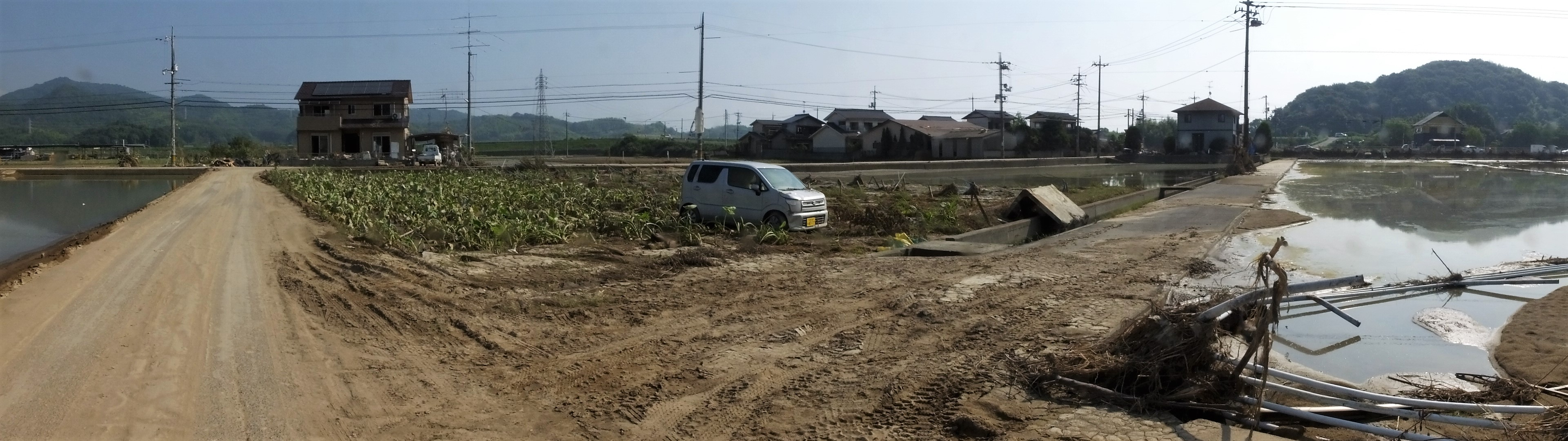
岡山県倉敷市真備 14,Jul,2019

| 府県                         | 總降雨量  |
| ---------------------------- | --------- |
| 長野県王瀧村御嶽山           | 1111.5 mm |
| 岐阜県郡上市蛭野             | 1214.5 mm |
| 京都府福知山市坂浦           | 594.5 mm  |
| 兵庫県篠山市後川             | 617.0 mm  |
| 鳥取県八頭郡智頭町智頭       | 537.0 mm  |
| 岡山県苫田郡鏡野町恩原       | 565.5 mm  |
| 広島県山県郡安藝太田町内黒山 | 570.5 mm  |
| 徳島県那賀町木頭             | 1365.5 mm |
| 愛媛県西条市成就社           | 965.5 mm  |
| 高知県安藝郡馬路村魚梁瀬     | 1852.5 mm |
| 福岡県福岡市早良区早良脇山   | 859.0 mm  |
| 佐賀県佐賀市北山             | 904.5 mm  |
| 長崎県雲仙市雲仙岳           | 697.5 mm  |
| 宮崎県蝦野市蝦野             | 995.5 mm  |

## 影響
| 人命傷亡 (單位：人)                                           | 人命傷亡 (單位：人) | 人命傷亡 (單位：人) | 人命傷亡 (單位：人) | 人命傷亡 (單位：人) | 損毀的住宅（單位：幢） | 損毀的住宅（單位：幢） | 損毀的住宅（單位：幢） | 損毀的住宅（單位：幢） | 損毀的住宅（單位：幢） | 損毀的非住宅建築物（單位：幢） | 損毀的非住宅建築物（單位：幢） |
| 死者                                                          | 失蹤者              | 重傷者              | 輕傷者              | 昏迷                | 全毀                   | 半毀                   | 部份損毀               | 地板上浸水             | 地板下浸水             | 公共建築                       | 非公共建築                     |
| ------------------------------------------------------------- | ------------------- | ------------------- | ------------------- | ------------------- | ---------------------- | ---------------------- | ---------------------- | ---------------------- | ---------------------- | ------------------------------ | ------------------------------ |
| 219                                                           | 10                  | 60                  | 304                 | 3                   | 3,528                  | 2,781                  | 1,624                  | 14,158                 | 20,598                 | 7                              | 64                             |
| 上列為總務省消防廳於日本時間2018年7月20日13時45分所通報的數據 |                     |                     |                     |                     |                        |                        |                        |                        |                        |                                |                                |

### 維生管線

#### 電力
中國電力株式會社於7月8日証實多達188,000戶因電力設施損壞而停電。

#### 通訊
西日本電信電話株式會社（NTT西日本）於7月8日表示由於故障或通訊建築物及電纜被淹浸，兵庫縣、岡山縣、廣島縣、高知縣與愛媛縣共有124,000線不能使用。

### 交通

#### 鐵路
- JR貨物：截至7月8日上午8時，一共取消了355列貨運列車，主要是在東海道本線、山陽本線與北陸本線上行駛的列車[18]。由於山陽本線是關西地區往來九州地區之間唯一的貨物列車行駛路線，因此造成JR貨物此路段鐵路貨物運輸全面停擺，影響每日三萬噸的運量，JR貨物從7月12日起暫改以海運及公路運輸[19]。與JR西日本協商後，取得國土交通省許可，於同年8月28日開始經伯備線、山陰本線及山口線繞道行駛貨物列車[20]。
- JR西日本：藝備線狩留家車站與白木山車站之間跨越三篠川的鐵橋，因受到豪雨影響，遭大水沖毀[6]。山陽本線海田市車站至三原車站及柳井車站至德山車站等路段因土石流入軌道、變電所淹水及路基沖刷流失等災害受損而暫停行駛列車[21][22]。另外吳線、伯備線等多個路線亦發生土石流入軌道、樹木傾倒及路基沖刷等多起災害[23]，JR西日本預估需數個月時間才能修復這些路段[21]。
- JR四國：予讚線本山車站與觀音寺車站間的財田川橋梁因大水沖刷導致橋墩傾斜、軌道移位變形。其他多處路段亦發生土石流入軌道及路基沖刷等災情[23][24]。

### 工業

#### 電氣機械設備製造業
- 松下：生產專業攝影機等產品的岡山工廠遭受洪水破壞[25]。
- 三菱電機株式會社：地處京都府長岡京市的京都工廠及位於和歌山縣的工廠，於7月6日下午後暫停運作[25]。

#### 輸送用機械器具製造業
- 馬自達：由於部件供應因水災出現困難，位於廣島縣的總工廠和山口縣防府工廠於7月7日暫停運作[25]。
- 大發工業：因日本西部的多條公路禁止通行，使部件無法供應，位於大阪府池田市的總工廠、位於滋賀的第二工廠及部份旗下的其他工廠需暫停運作[25]。

#### 釀酒業
- 旭酒造：位於山口縣岩國市，以日本酒「獺祭」聞名的酒廠旭酒造，因淹水及停電而暫停生產、接單及出貨，市面上已出現獺祭漲價的情形，該公司在推特及官方網站發文表示尚有庫存，待復原後會恢復生產出貨作業，希望消費者及店家勿搶購及囤積[25][26]。

### 商業
廣島機場有商店因運輸受阻而無法補充貨品，店內僅餘的商品幾乎被掃空，亦有餐廳因食材不足而宣布暫停營業。

## 後續重建
兩年後2020年熊本縣水災時，正值本次2018年豪雨兩周年，災情最嚴重的岡山、廣島和愛媛縣等，至2020年7月尚有許多市町村處於艱困重建。

## 衍生的犯罪行为
- 3名男子进入无人的高粱市一家便利店中准备破坏ATM机器盗取现金之时，被冈山县警察逮捕[29]。
- 2名男子在冈山县仓敷市一停车场中准备偷盗轮胎之时被冈山县警察逮捕[30]。

## 批评
首相安倍晋三参加了7月5日晚间召开的自民党籍众议院议员的联谊会，相关照片被参与者发送到Twitter上。此事件被国外媒体广泛批评，官房副長官西村康稔于7月11日称「应更关注灾民的情况才对」。

## 支援活动

### 捐款1亿日元及以上
- 三得利：9億日圆[33]
- イズミ（日语：イズミ）：8億日圆[34]
- 伊予銀行（日语：伊予銀行）：1億3000万日圆[35]
- 马自达[36]、APA集团[37]、スタートトゥデイ（日语：スタートトゥデイ）[38]、ストライプインターナショナル（日语：ストライプインターナショナル）石川康晴社長[39]：1亿日元

### 捐款1亿日元以下
- ミクシィ（日语：ミクシィ）：企業捐助5000万日圆、客户捐助寄付747万8819日圆、笠原健治会長捐助3000万日圆[40]
- 中国銀行：集團總計6500万日圆[41]
- 廣島銀行：并计6000万日圆[42]
- ダイキョーニシカワ（日语：ダイキョーニシカワ）：5000万日圆[43]
- エディオン（日语：エディオン）：5000万日圆[44]
- ヒューリック（日语：ヒューリック）：5000万日圆[45]
- JFE控股：4500万日圆[43]
- クラレ：4000万日圆[46]
- 四国電力：4000万日圆[47]
- 三菱UFJ：3100万日圆[48]
- 日本郵政グループ：3000万日圆[49]
- JXTGホールディングス：3000万日圆[43]
- 三菱重工業：3000万日圆[50]
- 伊藤園：3000万日圆[51]
- IHI：3000万日圆[52]
- 住友生命：3000万日圆[53]
- 第一生命グループ：3000万日圆[54]
- 日本生命：3000万日圆[55]
- T＆D保険グループ（日语：T&Dホールディングス）：3000万日圆[56]
- 三菱ケミカル（日语：三菱ケミカル）：3000万日圆[44]
- アフラック生命保険（日语：アフラック生命保険）：3000万日圆[57]
- 広島ガス（日语：広島ガス）：3000万日圆[58]
- 大東建託（日语：大東建託）：3000万日圆[59]
- 太平電業：3000万日圆[60]
- 三菱ガス化学（日语：三菱ガス化学）：3000万日圆[61]
- 旭化成：3000万日圆[62]
- 三菱電機：2000万日圆[50]
- 損保ジャパン日本興亜：2000万日圆[43]
- フジ（日语：フジ (チェーンストア)）：2000万日圆[51]、
- 小野薬品工業（日语：小野薬品工業）：2000万日圆[51]
- 富士フィルムホールディングス：2000万日圆[63]
- 愛媛銀行（日语：愛媛銀行）：2000万日圆[52]
- 朝日集團控股：2000万日圆[46]
- メットライフ生命（日语：メットライフ生命）：2000万日圆[64]
- ダイセル（日语：ダイセル）：2000万日圆[65]
- 森永グループ：森永製菓与森永乳業共计2000万日圆[66]
- 花王：2000万日圆[67]
- 三菱自動車：2000万日圆[68]
- エーザイ：1800万日圆[52]
- NEC：1500万日圆[50]
- 富士通：1500万日圆[50]
- 大陽日酸（日语：大陽日酸）：1500万日圆[43]
- キリン（日语：キリン (企業)）：1500万日圆[63]
- 昭和シェル石油（日语：昭和シェル石油）：1500万日圆[35]
- クラボウ（日语：クラボウ）：并计1250万日圆[69]
- 横浜ゴム：1150万日圆[70]
- ニチレイ：并计1100万日圆[71]
- JPモルガン・チェース：10万美元（約1100万日圆）[46]
- 島津製作所：1000万日圆[72]
- 宝ホールディングス：1000万日圆[72]
- 京セラ：1000万日圆[73]
- 日本ペイントホールディングス（日语：日本ペイントホールディングス）：1000万日圆[74]
- LIXILグループ：1000万日圆[75]
- パナソニック：1000万日圆[76]
- ブリヂストン：1000万日圆[77]
- 日本郵船：1000万日圆[78]
- アストラゼネカ：1000万日圆[79]
- 參天製藥：1000万日圆[80]
- 中外製薬：1000万日圆[81]
- コロプラ：1000万日圆[82]
- 損保ジャパン日本興亜ひまわり生命保険（日语：損保ジャパン日本興亜ひまわり生命保険）：1000万日圆[43]
- コスモエネルギーホールディングス（日语：コスモエネルギーホールディングス）：1000万日圆[43]
- 關西電力：1000万日圆[43]
- 住友機械工業（日语：住友機械工業）：1000万日圆[43]
- 井関農機（日语：井関農機）：1000万日圆[51]
- 欧姆龙：1000万日圆[51]
- 上新電機：1000万日圆[51]
- 羅姆：1000万日圆[51]
- 住友化學：1000万日圆[51]
- 丰田汽车：1000万日圆[63]
- 索尼：1000万日圆[63]
- 日本交易所集團：1000万日圆[63]
- 日本火腿：1000万日圆[83]
- 日本ガイシ（日语：日本ガイシ）：1000万日圆[52]
- クレハ：1000万日圆[52]
- 中部電力：1000万日圆[52]
- 東洋証券（日语：東洋証券）：1000万日圆[46]
- 武田藥品：1000万日圆[46]
- 大和証券グループ（日语：大和証券グループ）：1000万日圆[84]
- 朝日生命（日语：朝日生命）：1000万日圆[85]
- ソニー生命（日语：ソニー生命）：1000万日圆[86]
- 富国生命（日语：富国生命）：1000万日圆[87]
- 三井生命（日语：三井生命）：1000万日圆[88]
- 日本ゼオン（日语：日本ゼオン）：1000万日圆[89]
- 宇部兴产：1000万日圆[90]
- 三菱化學控股：1000万日圆[44]
- 雪印メグミルク：1000万日圆[44]
- 三井化学：1000万日圆[35]
- 日本精工：1000万日圆[35]
- 速霸陸：1000万日圆[91]
- 東ソー：1000万日圆[92]
- 商船三井：1000万日圆[93]
- 華歌爾：1000万日圆[94]
- 洋馬：1000万日圆[95]
- リンテック（日语：リンテック）：1000万日圆[96]
- 日本發條：并计1000万日圆[97]
- 東麗：1000万日圆[92]
- 長瀬産業（日语：長瀬産業）：并计1000万日圆[98]
- トモニホールディングス（日语：トモニホールディングス）：1000万日圆[99]
- 東北電力：1000万日圆[100]
- 住友重機：1000万日圆[101]
- プリマハム（日语：プリマハム）：1000万日圆[102]
- 兼松（日语：兼松）：1000万日圆[103]
- SECOM：1000万日圆[104]
- アドウェイズ（日语：アドウェイズ）：1000万日圆[105]
- あおぞら銀行：1000万日圆[106]
- 阿波銀行（日语：阿波銀行）：并计1000万日圆[107]
- 三井E&Sグループ（日语：三井E&Sホールディングス）：1000万日圆[108]
- ダイドーグループホールディングス（日语：ダイドーグループホールディングス）：1000万日圆[109]
- 新生銀行：1000万日圆[110]
- 三井不动产：1000万日圆[111]
- TOTO：1000万日圆[112]
- 日本電気硝子（日语：日本電気硝子）：1000万日圆[113]
- アルフレッサホールディングス（日语：アルフレッサホールディングス）：1000万日圆[114]
- 久保田企业：1000万日圆[115]
- 里索那控股：1000万日圆[116]
- アズビル（日语：アズビル）：1000万日圆[117]
- 味之素：グループ各社で1000万日圆[118]
- 柯尼卡美能達：1000万日圆[119]
- 大日本住友製藥：1000万日圆[35]
- 村田製作所：1000万日圆[120]
- 精工：1000万日圆[121]
- ノリタケカンパニーリミテド（日语：ノリタケカンパニーリミテド）：1000万日圆[122]
- ダイダン（日语：ダイダン）：1000万日圆[123]
- JRA：日本調教師会（日语：日本調教師会）、日本騎手クラブ（日语：日本騎手クラブ）共計1600万日圆[124]
- 日本職棒選手会（日语：日本プロ野球選手会）：1200万日圆[125]
- 日本職棒廣島東洋鯉魚：球団、監督、教练、選手会共捐助1000万日圆、募金活動集得金額1470万日圆[126]
- 日本職棒東京養樂多燕子：并计300万日圆[127]
- 日本職棒阪神虎：募款活動與球團捐助共計500萬日圓[128]
- 日本職棒千葉羅德海洋：募款活動集得45万9296日圆，球团捐助義援金100万日圆，并计145万9296日圆[129]
- 日本職業足球聯賽川崎前鋒：1000万日圆[130]

## 世界各国的反应
- 伊朗外交部于7月8日表示哀悼犠牲者并慰问灾民[131]。
- 土耳其总统雷杰普·塔伊普·埃尔多安于8日向安倍晋三首相表示慰问。土耳其外交部长在推特上以日文表示「（我国对在广岛县的洪水中死去的60位死者表示悼念。并希望伤者能早日康复。）」[132]。
- 新加坡总理李显龙于8日向安倍总理送去公文，代表新加坡对被害者家庭表示慰问[133]。
- 欧洲联盟：让-克洛德·容克主席于9日和安倍首相进行电话会谈，对今次的豪雨灾害的灾民表示了慰问[134]。
- 塞爾維亞亞歷山大·武契奇总统于9日向明仁天皇送去公文，对豪雨灾害的灾民表示了慰问。其中他提到「我们作为日本的友邦，已经准备好了各种支援。」[135]。7月12日塞尔维亚政府决定向日本送去約6500万日元的義援金[136]。
- 西藏流亡政府的第十四世达赖喇嘛于9日表示慰问，也劝谏咏唱般若波羅蜜多心經来治愈悲伤之情[137]。
- 菲律賓总统杜特尔特于9日召开的第27回閣僚会議中决定向日本提供包含医药品的各种支援[138]。
- 中华人民共和国总理李克強于10日向安倍晋三打去慰问电报，表示对受灾者的慰问，并祈祷日本人民克服灾难重建家乡[139]。7月13日，駐日中国大使程永華及在日中国企業的代表向日本总务大臣野田聖子提供了約2,480万日元的義援金[140]。
- 法國总统马克龙于10日与安倍晋三进行电话会谈，表示慰问[141]。
- 美国总统唐纳德·特朗普于14日以在推特回复安倍晋三的形式来表达慰问[142]。
- 泰國首相巴育·占奥差于16日与驻泰日本大使会见，交付約1700万日元的義援金，并祈祷灾区的复兴[143]。

## 外部連結
- （日語）７月５日からの大雨について（页面存档备份，存于） - 首相官邸
- （日語）西日本と東日本における記録的な大雨について（页面存档备份，存于） - 気象庁